# Friederike von Alvensleben
Friederike Beatrix Lisel von Alvensleben, nata von Klingin (Bruxelles, 5 marzo 1749 – Redekin, 10 aprile 1799), è stata un'attrice teatrale, drammaturga e librettista tedesca.

## Biografia
Friederike apparteneva a una famiglia nobile di origini assiane; fin da bambina venne a contatto con il mondo dell'arte, in quanto nel castello paterno venne ospitata la compagnia teatrale di Karl Theofil Döbbelin, composta tra gli altri da Johann Friedrich Ferdinand Fleck, Joseph Anton Christ e Margarethe Louise Schick.
Sempre attratta dal mondo dello spettacolo, sposò nel 1762 Döbbelin, dal quale ebbe cinque figlie, e viaggiò con la compagnia teatrale del marito per l'Europa; sotto lo pseudonimo di Anna Catharina Friderici interpretò ella stessa grandi ruoli in commedie e drammi: in Emilia Galotti e Minna von Barnhelm di Gotthold Ephraim Lessing interpretò i ruoli stessi delle protagoniste, ottenendo grande successo a Braunschweig, Magdeburgo, Lipsia e Berlino.
Nel 1778, dopo il divorzio da Döbbelin, si risposò per volere della famiglia con un suo lontano cugino quattordicenne, Gebhard Johan Achaz von Alvensleben, con il quale ebbe tre figli:
- Johann Friedrich Karl II von Alvensleben (1778-1831), generale prussiano
- Eduard von Alvensleben (1787-1876), politico prussiano
- Busso XVI von Alvensleben (1792-1879), militare sassone

Friedrike intrattenne inoltre una proficua corrispondenza con Alois Friedrich von Brühl, celebre drammaturgo, e con Carl von Brühl, che invece era il curatore generale dei musei di Sassonia. Inoltre spinse il marito a dedicarsi all'attività di librettista per il compositore boemo Adalbert Gyrowetz; fu inoltre ella stessa autrice di libretti per le opere di Hasse e anche di una feconda serie di drammi storici (che avrebbe poi anche condizionato l'attività del marito), tra i quali Il castello di Pombia (ispirato alle vicende di Berengario II di Ivrea), La leggenda di Sant'Enrico, La buona Matilde, tutti a sfondo medievale e in gran parte ispirati alle vicende di imperatori germanici. Scrisse inoltre un libro di memorie, Dame, sotto lo pseudonimo di Cythere (Afrodite).